# Savatie Baștovoi
Ștefan Baștovoi (n. 4 august 1976, Chișinău), cunoscut mai mult ca Savatie Baștovoi, este un eseist, poet, romancier, teolog și scriitor pro-rus din Republica Moldova. A fost și moderator al unei emisiuni televizate.

## Biografie
Ieromonahul Savatie, pe numele său de mirean Ștefan Baștovoi, (nume de martir, care nu i-a plăcut) s-a născut pe 4 august 1976 în Chișinău. Tatăl său, Valentin, a fost profesor de logică la Universitatea „Ion Creangă”, adept al ateismului științific; iar mama – Claudia, absolventă a Institutului de Arte, secția regie. Până la călugărie a fost ancorat în concepțiile tatălui său.
A absolvit Liceul de Artă „Octav Băncilă” din Iași. Când era în clasa a XII-a, a fost internat la Spitalul Socola, unde a scris ciclul Un diazepam pentru Dumnezeu, care l-a consacrat ca poet.
Ulterior, a obținut premiile revistelor Convorbiri literare, Timpul, Dacia literară. Începând cu 1993, a publicat poezie, povestiri, fragmente de roman, eseuri și articole în cele mai importante reviste literare din România și Basarabia. Între anii 1996-1998 a fost student la Facultatea de Filozofie a Universității de Vest din Timișoara, pe care a abandonat-o. 
În 1999 a fost tuns în monahism, primind numele de Savatie. La 28 octombrie 2000 a fost hirotonit ierodiacon, iar pe 4 august 2002 ieromonah. Astăzi viețuiește la Mănăstirea «Noul Neamț», Patriarhia Rusă, din satul Chițcani, situat între Tiraspol și Tighina, în Transnistria (teritoriul din cadrul Republicii Moldova controlat de separatiști). A condus revista de spiritualitate ortodoxă Ekklesia și a predat iconografia la Seminarul Teologic din Chișinău, cu sediul în Mănăstirea Noul Neamț, închinată Moscovei. Este fondatorul editurii Cathisma din București. A fost și moderator al unei emisiuni televizate. De câțiva ani și-a deschis un atelier unde coase genți.

## Opera literară
- Elefantul promis, poeme (1996), distins cu Premiul de debut al Uniunii Scriitorilor din Moldova, Premiul Salonului național de carte de la Iași, Premiul Salonului national de carte de la Chișinău, Premiul Fundației Soros
- Cartea războiului, poeme (1997)
- Peștele pescar (o poveste), poeme (1998)
- Casa timpului poeme (1999)
- Idol sau icoană? (2000)
- Între Freud și Hristos (2001; ed. II 2002; ed. III 2005; ed IV 2006; ed V 2010. Tradus în macedoniană)
- În căutarea aproapelui pierdut (2002)
- Curaj și libertate în Ortodoxie (2002)
- Dragostea care ne smintește (2003)
- Ortodoxia pentru postmoderniști (2001; ed. II adăugită, 2009)
- Nebunul, roman (2006, tradus în rusă)
- A iubi înseamnă a ierta (2006)
- Pietrele vorbesc - mic tratat despre predică (2008; ed. II 2011)
- Iepurii nu mor, roman (2002; editura a II-a, 2007, tradus în franceză Editura Jaqueline Chambon, grup Actes Sud)
- Audiență la un demon mut (2009)
- Diavolul este politic corect (2010)
- Cronici incomode (2011)
- Fuga spre cîmpul cu ciori - amintiri dintr-o copilărie ateistă (2012)

## Afilieri
- Membru al Uniunii Scriitorilor din Moldova din 1996
- Membru al Uniunii Jurnaliștilor din Moldova din 2006